# Koncové zařízení
Koncové zařízení v telekomunikacích je zařízení připojené k telekomunikační lince. V případě telefonie je koncovým zařízením telefonní přístroj, v případě faksimile faxový přístroj. Telekomunikační služby se dělí na
- úplné telekomunikační služby (anglicky Teleservices, TS)
- přenosové služby (anglicky Bearer Services, BS)

podle toho, zda telekomunikační operátor poskytuje službu včetně koncového zařízení (úplné telekomunikační služby) nebo bez něj (přenosové služby).
Koncová zařízení, která využívají přenos dat, zahrnují počítače, tiskárny, čtečky čárového kódu, bankomaty (ATM) a konzolové porty routerů.